# Indoaleyrodes reticulata
Indoaleyrodes reticulata là một loài côn trùng cánh nửa trong họ Aleyrodidae, phân họ Aleyrodinae.
Indoaleyrodes reticulata được Dumbleton miêu tả khoa học đầu tiên năm 1961.